# なみはや大橋

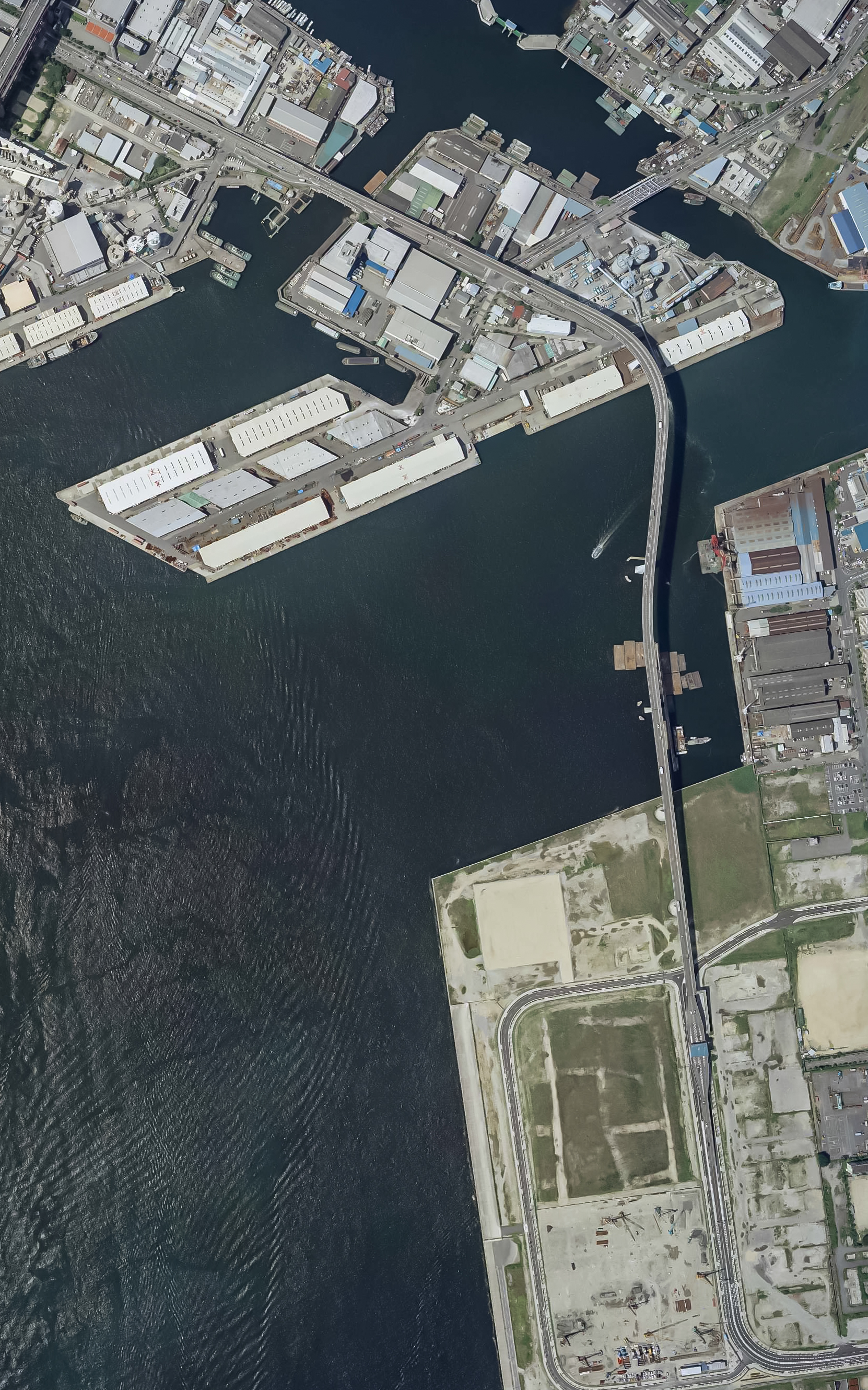
なみはや大橋の空中写真（2007年）

なみはや大橋（なみはやおおはし）とは、大阪市港区と大正区を結ぶ、尻無川に架かる全長1,740mの橋。大阪市道路公社が尻無川新橋有料道路として1995年2月供用開始し管理していたが、2014年4月1日に大阪市道路公社の解散に伴い無料開放された。海岸通（大阪府道5号大阪港八尾線）の一部であり、徒歩でも渡れる。

## 概要
水面上高さ47m・尻無川の最河口部の幅100mの航路に船を通すための橋で、橋の両端の道路の方向が違っているため橋は「く」の字型の曲線となっている。また橋の両端は6.9%の急勾配になっており島根と鳥取にまたがる江島大橋に倣い「大阪版ベタ踏み坂」とも呼ばれる。橋上から大阪市内の夜景が綺麗なことでも知られる。
また、橋を通る大阪シティバスの路線もある（72号系統）。
- 形式：3径間連続鋼床版曲線箱桁
- 橋長：1,740m
- 支間長：最大250.00m
- 幅員：11.00 - 15.40m
- 橋脚：鉄筋コンクリート
- 基礎：鋼管矢板井筒他
- 着工：1977年（昭和52年）12月
- 完成：1995年（平成7年）2月
- 無料開放：2014年（平成26年）4月1日
- 工費：217億円

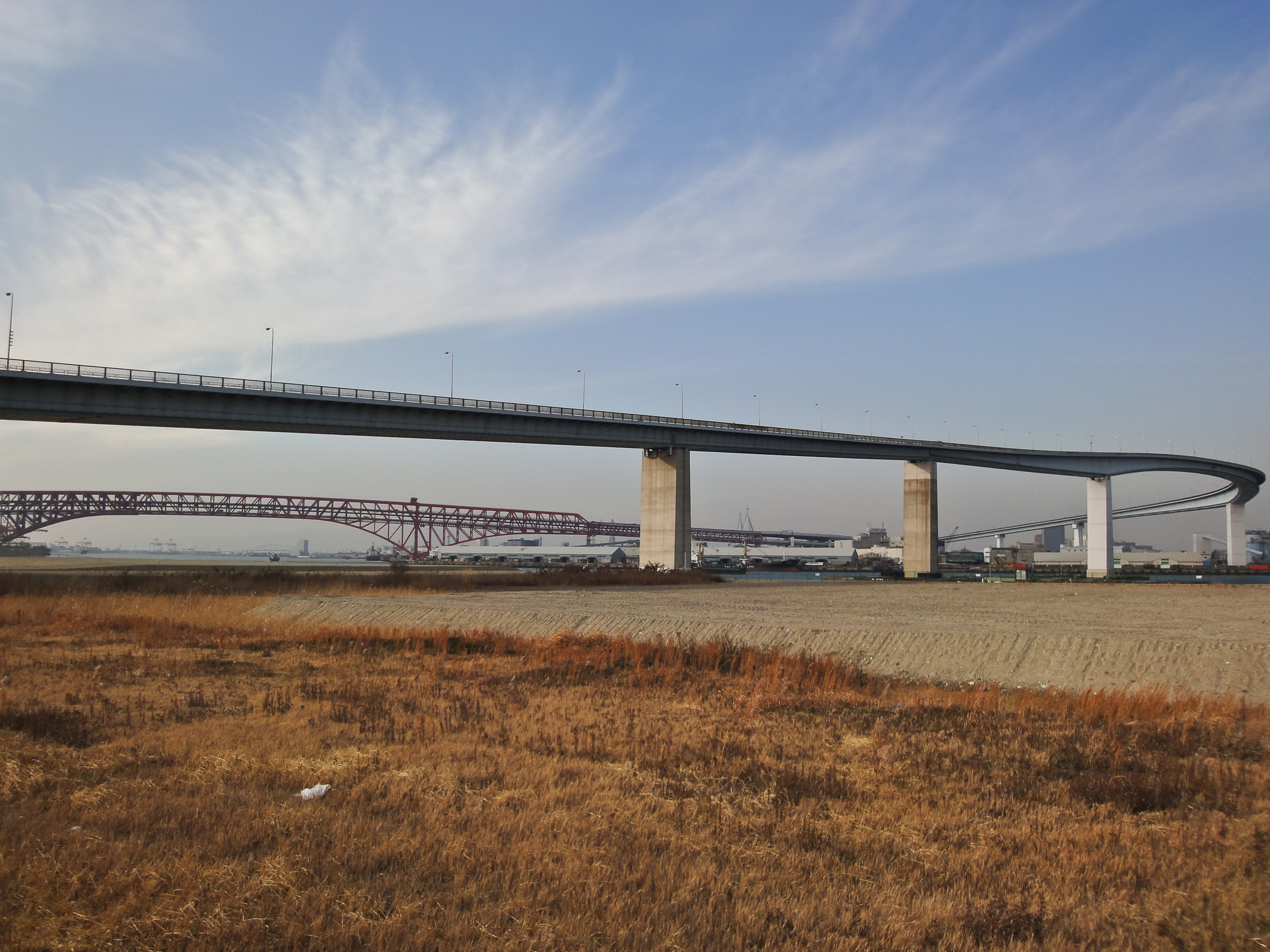
大正区側
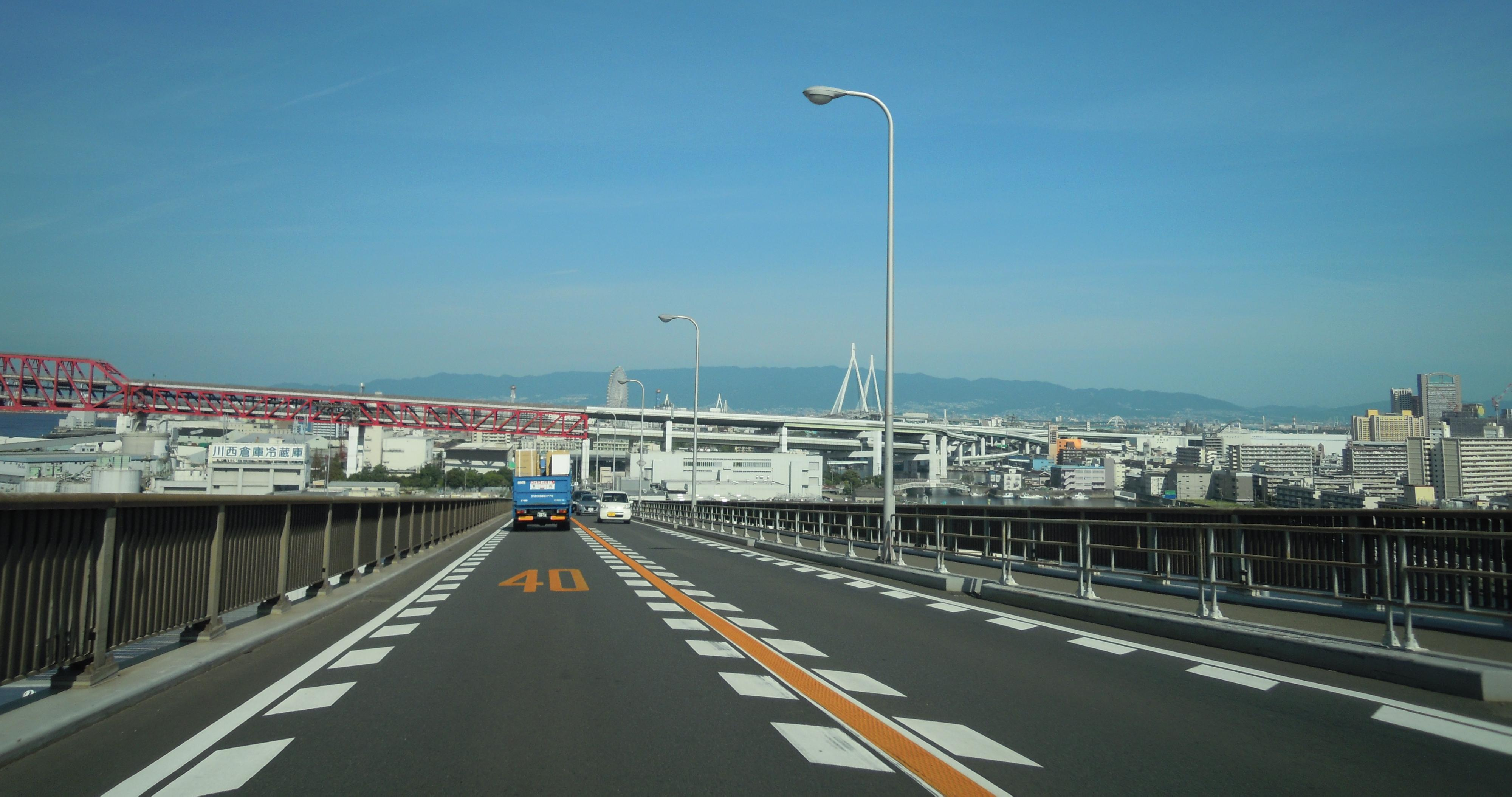
大正区→港区
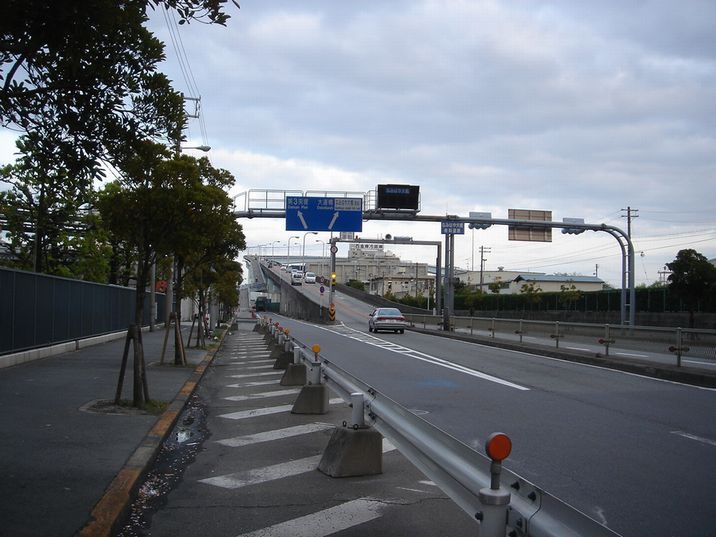
港区側

### 無料化前の通行料金

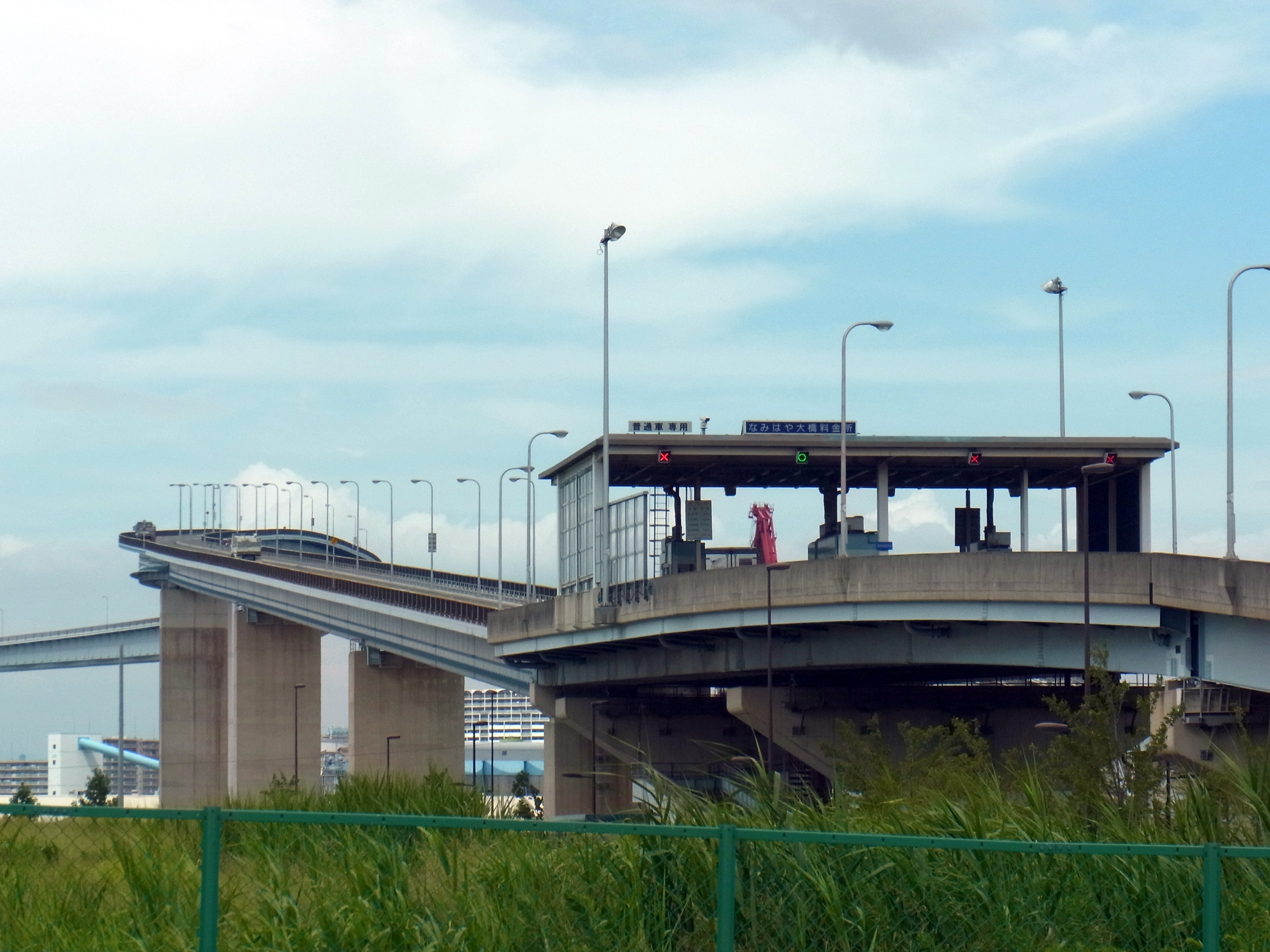
無料化前の料金所

| 車種          | 料金  |
| ------------- | ----- |
| 普通車        | 100円 |
| 大型車 (1)    | 150円 |
| 大型車 (2)    | 360円 |
| 原付等        | 10円  |
| 歩行者 自転車 | 無料  |

- 無料化直前の2014年3月現在の料金
- 料金所は大正区側に存在した